# کتب حقوقی سریانی-رومی

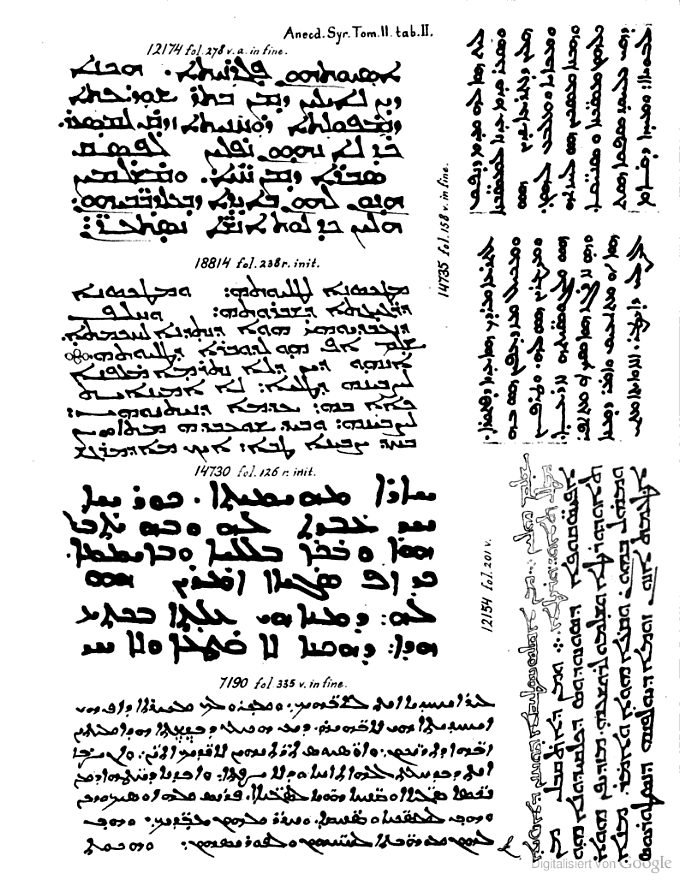
چند نسخه سریانی از متن

کتب حقوقی سریانی-رومی (انگلیسی: Syro-Roman law book) تلفیقی از متون قانونی سکولار از امپراتوری بیزانس است که در اصل به زبان یونانی میانه در اواخر قرن پنجم نوشته شده است، اما تنها در ترجمه زبان سریانی باقی مانده است. به عنوان اثری از قانون روم، زبان اصلی بسیاری از متون حقوقی آن لاتین کلاسیک بوده است.